# Justine Clement
Justine Clement (10 giugno 1999) è un'ex sciatrice alpina canadese.

## Biografia
Specialista delle prove tecniche attiva dal dicembre del 2015, Justine Clement ha esordito in Nor-Am Cup il 17 marzo 2017 a Val Saint-Côme in slalom speciale e in Coppa del Mondo il 29 dicembre 2020 a Semmering nella medesima specialità, in entrambi i casi senza completare la prova; nel circuito continentale nordamericano ha conquistato il miglior risultato il 22 novembre 2021 a Copper Mountain in slalom speciale (4ª). Ha preso per l'ultima volta il via in Coppa del Mondo il 3 dicembre 2023 a Mont-Tremblant in slalom gigante, senza completare la prova (non ha portato a termine nessuna delle 5 gare del massimo circuito nelle quali ha preso il via) e si è ritirata al termine di quella stessa stagione 2023-2024: la sua ultima gara in carriera è stata uno slalom gigante FIS disputato il 30 marzo a Sugarbush/Mount Ellen. Non ha preso parte a rassegne olimpiche o iridate.

## Palmarès

### Nor-Am Cup
- Miglior piazzamento in classifica generale: 18ª nel 2019

### Campionati canadesi
- 2 medaglie:
  - 1 oro (slalom speciale nel 2020)
  - 1 argento (slalom gigante nel 2020)